# 芒德鎮區 (印地安納州沃倫縣)
芒德鎮區（英語：Mound Township）是位於美國印地安納州沃倫縣的一個行政鎮區。

## 地方資料
根據2010年美國人口普查的數據，芒德鎮區的面積為43.50平方千米，當中陸地面積為42.90平方千米，而水域面積為0.60平方千米。當地共有人口418人，而人口密度為每平方千米9.61人。